# Kop (numismatiek)

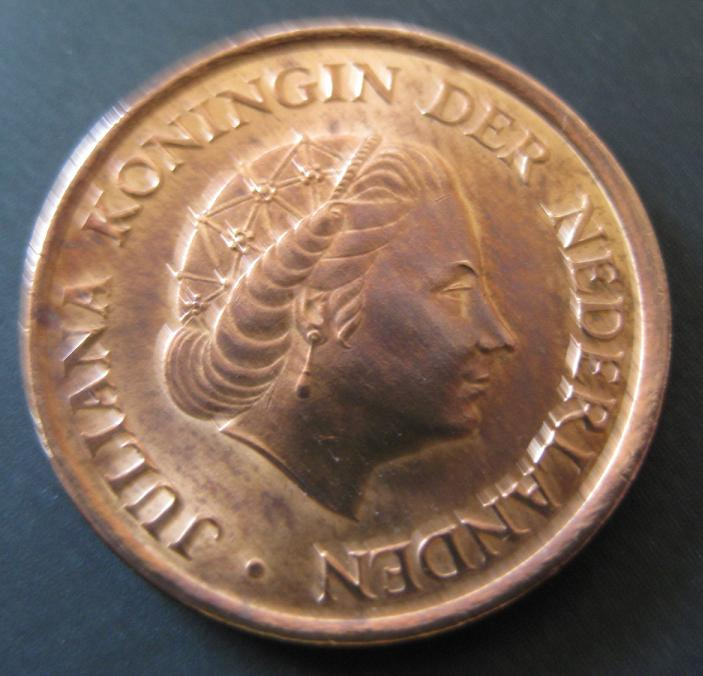
Stuiver met kop

De kop (Engels: head, Frans: tête, effigie à col nu, Duits: Kopf) is in de numismatiek het portret zonder schouders. Zie ook buste.
Als op de munt geen kop wordt afgebeeld dan heet de afbeelding beeldenaar.